# Zakária
A Zakária női  név a Zakariás férfinév  párja.

## Gyakorisága
Az 1990-es években szórványos név, a 2000-es években nem szerepel a 100 leggyakoribb női név között.

## Névnapok
- március 15.[2]